# تصادف قطار در ایستگاه رامسس
تصادف قطار ایستگاه رامسس در ۲۷ فوریه ۲۰۱۹ در ایستگاه رامسس قاهره، مصر رخ داد. در این حادثه ۲۱ نفر کشته و ۵۲ تن زخمی شدند.

## تصادف
در اوایل صبح روز ۲۷ فوریه سال ۲۰۱۹، در ایستگاه اصلی قطار قاهره، ایستگاه رامسس، یک لوکوموتیو با سپر انتهایی در سکوی شماره ۶ با سرعت برخورد کرد، این برخورد موجب انفجار همراه ایجاد شعله‌ای بزرگ شد که دیوارهای ایستگاه را سیاه کرد. کمی بعد لوکوموتیو دیده می‌شد که به طرف سکو منحرف شده بود. یک شاهد عینی گفته‌است:
هنگامی که لوکوموتیو وارد سکو شد، من مردی را درون آن دیدم که پیش از بیرون پریدن از لوکوموتیو فریاد می‌زد: «ترمزی وجود ندارد، ترمزی وجود ندارد.» شاید راننده بود. نمی‌دانم چه اتفاقی برایش افتاد.
 بعداً تأیید شد که راننده هنگام حادثه درون لوکوموتیو نبوده‌است. چند ساعت بعد، راننده قطار دستگیر شد.
هشام عرفات وزیر حمل و نقل پس از این حادثه استعفا داد.